# Thulinia albolutea
Thulinia albolutea är en orkidéart som beskrevs av Phillip James Cribb. Thulinia albolutea ingår i släktet Thulinia och familjen orkidéer. Inga underarter finns listade i Catalogue of Life.